# Aurélien Gill
Pour les articles homonymes, voir Gill.
Aurélien Gill (né le 26 août 1933 et mort le 17 janvier 2015) est un chef amérindien et un sénateur canadien originaire de Pointe-Bleue au Québec,,. Cette communauté est aujourd'hui connue sous le nom de Mashteuiatsh. Elle est la seule réserve innue du Lac-Saint-Jean. Il est titulaire d'un baccalauréat en pédagogie de l'Université Laval.

## Sénateur
En 1998, Aurélien Gill est nommé sénateur de la division Wellington par le premier ministre Jean Chrétien. Il a cessé de siéger en 2008, quand il a atteint l'âge prescrit de 75 ans.

## Honneurs
Aurélien Gill a été reçu chevalier de l'Ordre national du Québec en 1991. En 2014 il reçoit l'Ordre du Canada à titre d'officier.